# Butembo flygplats
Butembo flygplats är en statlig flygplats i staden Butembo i Kongo-Kinshasa. Den ligger i provinsen Norra Kivu, i den östra delen av landet, 1 600 km öster om huvudstaden Kinshasa. Butembo flygplats ligger 1 840 meter över havet. IATA-koden är RUE och ICAO-koden FZBM. Butembo flygplats hade 624 starter och landningar, samtliga inrikes, med totalt 6 222 passagerare, 8 ton inkommande frakt och 6 ton utgående frakt 2015.